# Cerotoma atrofasciata
Cerotoma atrofasciata là một loài bọ cánh cứng trong họ Chrysomelidae. Loài này được Jacoby miêu tả khoa học năm 1879.